# Giulio Battelli
Giulio Battelli (Roma, 11 de abril de 1904 – ibid., 10 de marzo de 2005) fue un archivero, paleógrafo, diplomatista y profesor italiano.

## Biografía
Era hijo de Alfonso Battelli y Maria Bartoli, hermana del arqueólogo Alfonso Bartoli que se casó con Pia Carini, última hija del palermitano garibaldino Giacinto y hermana de Isidoro, sacerdote, paleógrafo y primer maestro de la Escuela Vaticana de Paleografía, Diplomática y Archivística. La familia Battelli vivía en la antigua Roma, en via del Governo Vecchio.
Giulio Battelli se licenció en 1928 en Literatura en la Universidad de Roma La Sapienza con Pietro Fedele, quien le transmitió su interés por el estudio de las fuentes y la paleografía. Luego asistió, al mismo tiempo, a la Escuela Vaticana de Paleografía, Diplomática y Archivística y se graduó en 1925. El 21 de diciembre de 1931 fallecieron el franciscano y paleógrafo Bruno Katterbach y Angelo Mercati. El entonces prefecto del Archivo Secreto Vaticano, de acuerdo con el cardenal Franz Ehrle, llamó a Giulio Battelli, quien desde 1927 había sido scrittore del Archivo, para reemplazar a Katterbach en disciplinas que el franciscano había enseñado en la Escuela Vaticana de Paleografía y Diplomática, posibilitando así completar el curso escolar.☃☃ Giulio Battelli recordó esta encrucijada fundamental de su vida en una autobiografí. A partir de 1932, Giulio Battelli enseñó en esta escuela, hasta 1978, con una interrupción en los años de la guerra, cuando se suspendieron los cursos. A la muerte de Angelo Mercati también estuvo a cargo de la Escuela.
Fue profesor -en las mismas disciplinas de archivística, paleografía y diplomática- en la Universidad Lateranense, de 1933 a 1967; en la Universidad de Roma La Sapienza, de 1965 a 1968; en la Universidad de Macerata, de 1970 a 1975. En el año 1965-1966 se le encomendó la tarea de enseñar Codicología en la Escuela Especial de Archiveros y Bibliotecarios de la Universidad de Roma.
Durante la Segunda Guerra Mundial fue uno de los enviados del Vaticano, para salvar el patrimonio archivístico, bibliográfico y artístico que estaba en peligro, en particular el de la Abadía de Montecassino, que fue trasladado y salvado al Castillo de Sant'Angelo. En 1946 Giulio Battelli participó en la redacción del Informe final sobre los Archivos, por la Comisión aliada Apo 394, Subcomité de Monumentos, Bellas Artes y Archivos.
Entre sus publicaciones, las Lecciones de paleografía reimpresas varias veces, los Escritos elegidos: códigos, documentos, archivos (Escuela Vaticana de paleografía y diplomática, 1975), las redacciones de Lacio (Biblioteca Apostólica Vaticana, 1946), de Umbrae codicum westernum sub auspiciis societatis codicum Mediaevalium studiis promovendis (9 vol., Ámsterdam, 1960-1966), del índice Baumgarten (4 vol. Archivo Secreto Vaticano, 1965-1986). También enseñó en el Pontificio Institutum utriusque iuris.
De 1976 a 1984 fue presidente de la Sociedad Romana de Historia Patria. Ha sido miembro de academias e institutos, incluido el Instituto Nacional de Estudios Romanos, el Centro Italiano de Estudios sobre la Alta Edad Media, el Instituto Histórico Italiano de la Edad Media, la Diputación Nacional de Historia de Umbría, el Diputación de Historia Nacional para las Marcas, Pontificia Academia Romana de Arqueología, Asociación Eclesiástica de Archivos, Comisión Diplomática Internacional, Comité International de Paléographie latine, Grupo de Romanistas, Asociación Nacional de Archivos de Italia, Amigos de los Museos de Roma.
Fue miembro correspondiente de instituciones extranjeras, incluida la British School de Roma, la Monumenta Germaniae Historica de Munich, los Instituts für Österreichische Geschichtsforschung y la École française de Rome. Ha colaborado, en la redacción de entradas, de la Enciclopedia cattolica y del Diccionario Biográfico de Italianos.
Después de la guerra, una grave enfermedad ocular lo dejó con discapacidad visual. En 1996 recibió el premio "Cultori di Roma" del alcalde de Roma, Francesco Rutelli.

## Galería de imágenes

Paleografia - Escritura de Pompeya, minúscula merovingia, minúscula carolina, gótica
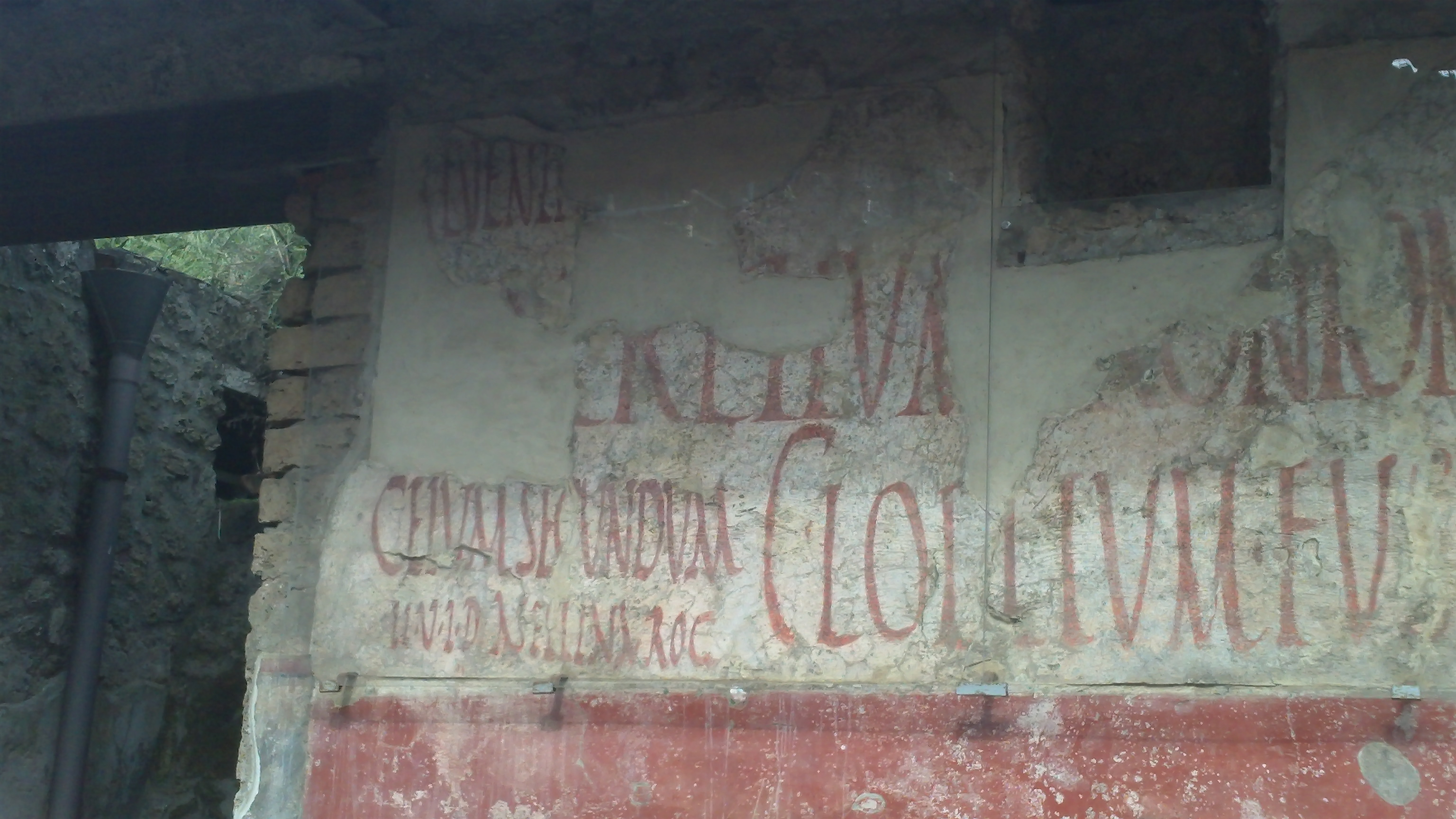
Pompeya, insula 11 - graffiti electoral
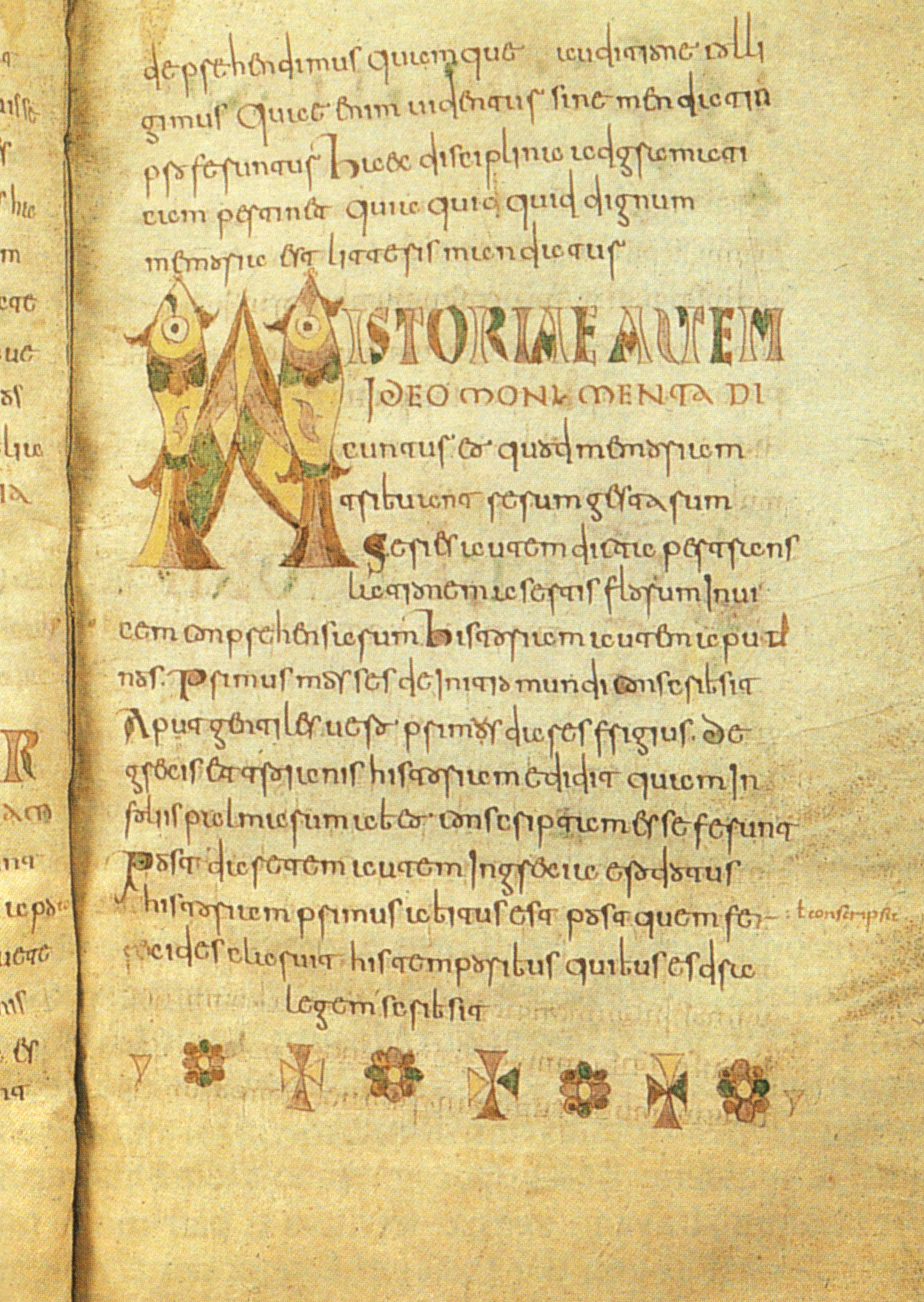
Isidoro de Sevilla, Etimologie, sec VIII, Bibliotheque Royale Albert I (Bruselas) - escritura minúscula merovingia
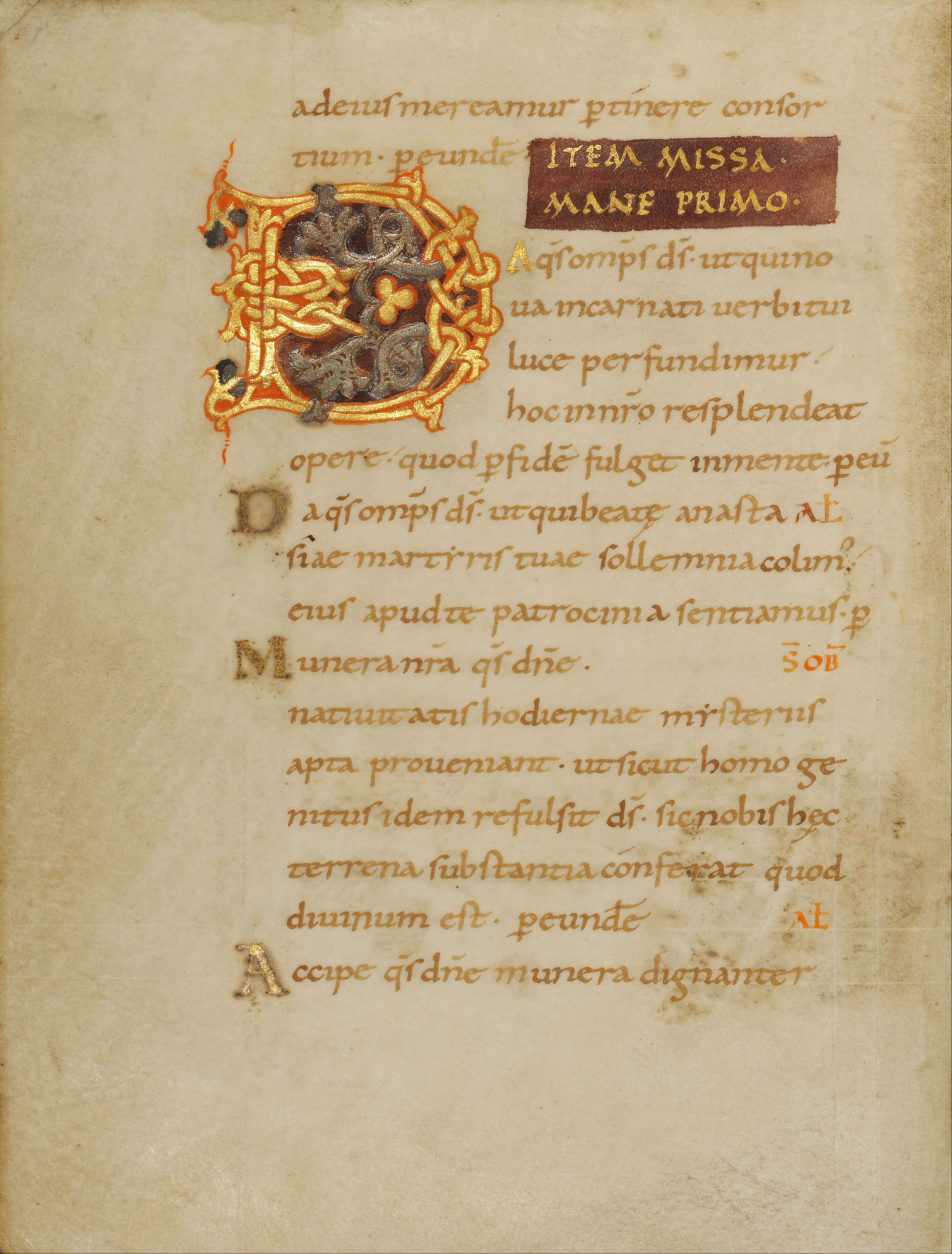
Siglo XI, Getty Center - escritura minúscula carolina
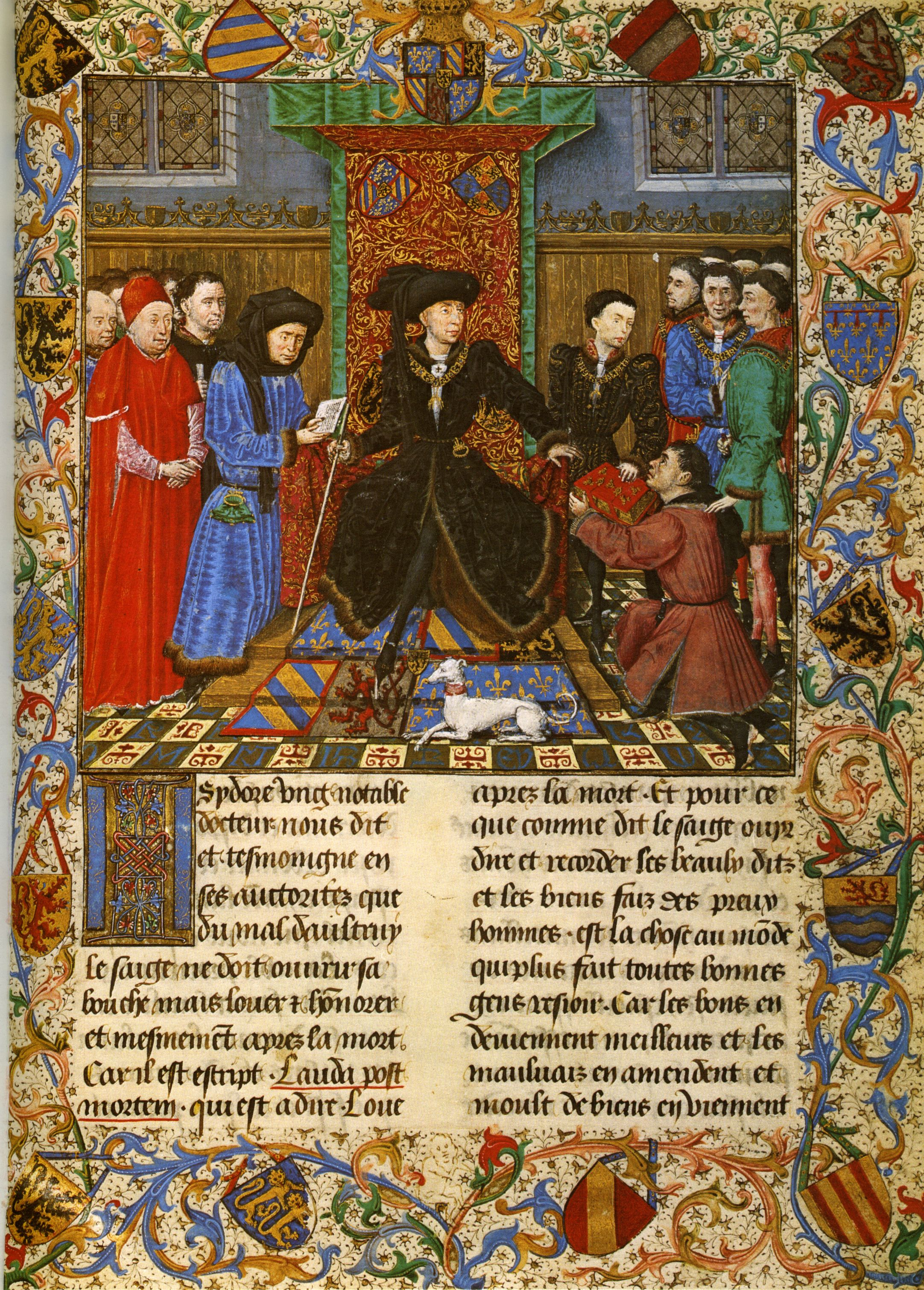
Romanzo di Girart de Roussillon, Viena, Cod. 2549, fol. 6r - escritura gótica

## Obras y publicaciones[4]
- Scritti scelti: codici, documenti, archivi, Multigrafica.

#### Libros
- Acta Pontificum. Exempla scripturarum edita consilio et opera procuratorum Bibliothecae et tabularii Vaticani, fasc. III (en latín), apud Bibliothecam Vaticanam.[5]
- Lezioni di paleografia, a cura della Pontificia Scuola Vaticana di Paleografia e Diplomatica, Città del Vaticano.[6]
- Annotationes ad "Statuto della Scuola vaticana di paleografia e diplomatica eretta presso l'Archivio vaticano (en it, la), s.e..

#### Escritos para varios y para revistas
- «Bruno Katterbach». Archivalische Zeitschrift (Munchen: Ackermann) III (8): 309-310. 1932.
- «La "pecia" e la critica del testo dei manoscritti universitari medioevali». Bullettino dell'Istituto storico italiano e Archivio muratoriano (Roma: Istituto storico italiano) XCIII (2): 244-252. 1935.
- «Bibliografia di Angelo Mercati». Omaggio a Mons. Angelo Mercati, Prefetto dell'Archivio Segreto Vaticano, nel LXX compleanno, con l'indice bibliografico dei suoi scritti (Città del Vaticano: Archivio segreto vaticano): 21-37. 1940.
- «Una supplica e una minuta di Nicolò III». Quellen und Forschungen aus italienischen Archiven und Bibliotheken (Rom: E. Loesche) XXXIII: 33-50. 1942.
- «Il comune di Ferentino e i francescani nei secoli XIII e XIV». Archivio della R. Deputazione Romana di Storia patria (Roma: nella sede della Deputazione) IV: 361-369. 1944.
- «Una supplica originale "per fiat" di Urbano V. Contributo alla storia della Cancelleria Pontificia nel sec. XIV». Scritti di Paleografia e Diplomatica in onore di Vincenzo Federici (Firenze: Olschki): 275-292. 1944.
- «L'Archivio Segreto Vaticano». Il Vaticano nel 1944 (Roma: Stabilimento AGIR arti grafiche italiane): 171-174. 1944.
- «Per la tutela del patrimonio storico e archivistico». Ecclesia /a cura dell'Ufficio informazioni Città del Vaticano (Città del Vaticano: Tipografia Poliglotta Vaticana) IV: 118-121. 1945.
- «Il lezionario di S. Sofia di Benevento». Miscellanea Giovanni Mercati, vol. VI, Paleografia - Bibliografia (Città del Vaticano: Biblioteca Apostolica Vaticana): 282-291. 1946.
- «Rationes decimarum Italiae nei secoli XIII e XIV». Rivista di storia della Chiesa in Italia (Roma: Istituto Grafico Tiberino) I: 447-455. 1947.
- «De quodam “exemplari” Parisino Apparatus Decretorum». Apollinaris: commentarium juridico-canonicum (en latín) (Roma: Pontificia università lateranense-Mursia) XXI: 135-145. 1948.
- «Il Primo Congresso degli archivisti italiani ed il centenario di Luigi Fumi (cronaca del Congresso, Orvieto, 23-24 ottobre 1949)». Rivista di storia della Chiesa in Italia (Roma: Istituto Grafico Tiberino) III: 285-286. 1949.
- «Il più antico calendario di Nonantola». Atti e memorie della Deputazione di storia patria per le antiche provincie modenesi (Modena: Aedes Muratoriana) IX (5): 290-310. 1953.
- «I Transunti di Lione del 1245». Mitteilungen des Instituts für Österreichische Geschichtsforschung (Wien: Mitteilungen des Instituts für Österreichische Geschichtsforschung) (62): 336-364. 1954.
- «registri delle suppliche e dei decreti di mons. Landriani e del card. Sega nunzi in Francia (1591-1594)». Mélanges offerts par ses confrères étrangers à Charles Braibant (Bruxelles: Comité des Mélanges Braibant). 1959.
- «Gli antichi codici di San Pietro di Perugia». Bollettino della Deputazione di storia patria per l'Umbria (Città di Castello: Arti Grafiche) 64 (2): 243-266. 1968.
- «Fra Leonardo Mansueti Perugino e l'antica biblioteca di S. Domenico a Perugia». The memory be Green / con la presentazione di Germano Marri (Perugia: Grafica Perugia): 33-53. 1986.
- «Il rotolo di suppliche dello Studio di Roma a Clemente VII antipapa (1378)». Archivio della Società Romana di Storia Patria (Roma: Società Romana di Storia Patria) (114): 27-56. 1991.

#### Escrito enActasde conferencias y congresos
- «Come si tiene un archivio». Atti della prima Settimana d'Arte Sacra per il Clero (8-14 ottobre 1933) / Pontificia Commissione Centrale per l'Arte Sacra in Italia (a cura di) (Spoleto: Arti grafiche Panetto e Petrelli): 155-165. 1934.
- «Intorno alle "Novae Constitutiones" aggiunte da Innocenzo IV alla raccolta gregoriana delle Decretali». Acta Congressus Iuridici Internationalis VII saeculo a Decretalibus Gregorii IX et XIV a Codice Iustiniano promulgatis (Romae, 12-17 novembris 1934) / Alphonse van Hove (a cura di) (Bruges: Beyaert): 465-475. 1936.
- «Le decime pontificie del Lazio nei secoli XIII e XIV». Atti del V Congresso Nazionale di Studi Romani (Roma, 24-30 aprile 1938) / C. Galassi Paluzzi (a cura di) (Roma: Istituto di studi romani): 75-82. 1938.
- «Una proposta per un indice dei registri pontifici». Informatique et Histoire Médiévale; communications et débats de la Table ronde CNRS / organisée par l'École française de Rome et l'Institut d'histoire médiévale de l'Université de Pise, Rome, 20-22 mai 1975 (Roma: École Française de Rome): 19-29. 1977.

#### Tratados
- «Latium». Rationes decimarum Italiae nei secoli XIII e XIV (en latín) (Città del vaticano: Biblioteca Apostolica Vaticana). 1946.
- I tesori della musica lucchese: fondi storici nella Biblioteca dell'Istituto musicale L. Boccherini: Lucca, Museo nazionale di Palazzo Mansi, 7 aprile-6 maggio 1990 / catalogo della Mostra bibliografica e documentaria, M. Pacini Fazzi.